# Za jakie grzechy, dobry Boże?
Za jakie grzechy, dobry Boże? (fr. Qu’est-ce qu’on a fait au Bon Dieu ?) – francuski film komediowy z 2014 roku w reżyserii Philippe’a de Chauverona.

## Fabuła
Film opowiada historię rodziny dwojga konserwatywnych, burżuazyjnych francuskich katolików, których trzy z czterech córek wychodzą za mąż za mężczyzn o odmiennych korzeniach i wyznaniach (sefardyjskiego żyda, muzułmanina z Algierii oraz Chińczyka). Czwarta córka, w której rodzice pokładają ostatnią nadzieję na znalezienie zięcia, którym byłby biały, zamożny Francuz-katolik, zakochuje się co prawda w katoliku, lecz pochodzącym z Wybrzeża Kości Słoniowej czarnoskórym początkującym aktorze teatralnym.

## Obsada
- Christian Clavier jako Claude Verneuil – ojciec czterech córek, mąż Marie, emerytowany notariusz, burżuazyjny katolik i gaulista
- Chantal Lauby jako Marie Verneuil – matka czterech córek, żona Claude’a
- Ary Abittan jako David Maurice Isaac Benichou – żyd sefardyjski, mąż Odile, niezaradny biznesmen z aspiracjami
- Medi Sadoun jako Rachid Abdul Mohammed Benassem – algierski muzułmanin, mąż Isabelle, adwokat broniący nieletnich sprawców pochodzenia imigranckiego
- Frédéric Chau jako Chao Pierre Paul Ling – Chińczyk, mąż Ségolène, bankier
- Noom Diawara jako Charles Koffi – Iworyjczyk, narzeczony  Laure, początkujący aktor teatralny
- Frédérique Bel jako Isabelle Suzanne Marie Verneuil-Benassem – pierwsza córka Marie i Claude’a, adwokat
- Julia Piaton jako Odile Huguette Marie Verneuil-Benichou – druga córka Marie i Claude’a, dentystka
- Émilie Caen jako Ségolène Chantal Marie Verneuil-Ling – trzecia córka Marie i Claude’a, wrażliwa malarka tworząca przerażające obrazy bez powodzenia artystycznego
- Élodie Fontan jako Laure Evangeline Marie Verneuil – czwarta córka Marie i Claude’a, zatrudniona w dziale prawnym kanału LCI, pragnąca poślubić Charlesa
- Pascal N’Zonzi jako André Koffi – ojciec Charlesa, emerytowany wojskowy
- Salimata Kamaté jako Madeleine Koffi – matka Charlesa
- Tatiana Rojo jako Viviane Koffi – siostra Charlesa
- Loïc Legendre jako młody proboszcz z Chinon

## Produkcja
Zdjęcia kręcono w Paryżu, Chinon (Indre i Loara), Bobigny i Montreuil (Sekwana-Saint-Denis), Rueil-Malmaison i Colombes (Hauts-de-Seine), Saint-Maur-des-Fossés (Dolina Marny) oraz w Abidżanie (Wybrzeże Kości Słoniowej).

## Przyjęcie
We Francji film otrzymał pozytywne recenzje ze średnią ocen 4,2/5 od AlloCiné z ponad 9200 głosów 30 maja 2014 r., a krytycy prasowi przyznali filmowi średnią ocenę 3,7/5 z 7 recenzji. Le Figaro nazwał go „triumfem”, „fenomenem” i „zabawnym”.